# Ducula oceanica
Pombo-imperial-micronésio (Ducula oceanica) é uma espécie de ave da família Columbidae.
Pode ser encontrada nos seguintes países: Kiribati, Ilhas Marshall, Micronésia, Nauru e Palau.
Os seus habitats naturais são: florestas subtropicais ou tropicais húmidas de baixa altitude, florestas de mangal tropicais ou subtropicais e regiões subtropicais ou tropicais húmidas de alta altitude.
Está ameaçada por perda de habitat.